# George Brown Goode
Pour les articles homonymes, voir Goode.
George Brown Goode est un ichtyologiste américain, né le 13 février 1851 à New Albany en Indiana et mort le 6 septembre 1896 à Washington.

## Biographie
Il commence ses études à l’université Wesleyan à Middletown avant de passer une année à l’université Harvard où il suit notamment les cours de Louis Agassiz (1807-1873). Il dirige l’Orange Judd Museum of Natural History de 1871 à 1877.
Il commence à travailler, en 1872, avec Spencer Fullerton Baird (1823-1887). Parallèlement à ses recherches avec Baird, est également employé, à partir de 1874, par la Commission américaine chargée des pêches. À partir de 1887, il dirige la réorganisation scientifique et le catalogage des collections du National Museum of Natural History. Il organise également de nombreuses expositions organisées par l’institution, notamment celle de Philadelphie en 1876 ou à Chicago en 1893.
Il passe l’essentiel de sa carrière comme administrateur de musée. Il s’intéresse également à l’histoire des sciences et spécialement au développement des sciences aux États-Unis.
Le genre Goodea lui a été dédié par David Starr Jordan (1851-1931) en 1880, nom qui sera plus tard donné à la famille des Goodeidae. D.S. Jordan lui a également dédié Lucania goodei Jordan, 1880 et Trachinotus goodei Jordan, 1896. Samuel Walton Garman (1843-1927) lui dédie Myliobatis goodei Garman, 1885, Charles Henry Gilbert (1859-1928) Paralonchurus goodei Gilbert, 1898, Tarleton Hoffman Bean (1846-1916) Ptilichthys goodei Bean, 1881 et Rosa Smith Eigenmann et Carl H. Eigenmann (1863-1927) Sebastes goodei R.S. Eigenmann & C.H. Eigenmann, 1890.

## Liste partielle des publications
- Oceanic Ichthyology, qui est un traité sur les poissons pélagiques et des grandes profondeurs du monde, basé principalement sur les espèces récoltées par les navires de recherches Blake, Albatross et Fish Hawk dans le nord-ouest de l’océan Atlantique, il décrit 156 espèces nouvelles (Washington, 1896).
- The Fisheries and Fishery Industries of the United States, sept volumes (Washington, 1884-1887) — Un exemplaire numérique est disponible sur Archive.org.
- American Fishes, un livre d’initiation à la pêche et aux poissons d’Amérique du Nord, où il décrit notamment le comportement des espèces et les méthodes utiles pour les capturer (New York, 1888).
- The beginnings of American science. The third century. An address delivered at the eighth anniversary meeting of the Biological society of Washington (Washington, 1888) —  — Un exemplaire numérique est disponible sur Archive.org.
- Smithsonian institution, 1846-1896; the history of its first half century (Washington, 1897) —  Un exemplaire numérique est disponible sur Archive.org.